# 佐藤美佳子
佐藤美佳子（6月15日—），日本女性配音員。出身於秋田縣。O型血。Yellow-Tail所屬。以前經歷阿欽劇團、劇團21世紀FOX、劇團雙六、ATELIER PEACH、Toritorio Office（2006年10月之前）等。

## 演出作品
※粗體字表示說明飾演的主要角色。

### 電視動畫
1995年
- 逮捕令（小孩）
- 守護天使莉莉佳（鈴木榮子）

1996年
- 聖天空戰記（學生B）

1998年
- 玲音（年輕女性聲音、女2）

1999年
- 葛瑞哥來驚悚秀（日语：GREGORY HORROR SHOW）（仙人掌女孩）

2000年
- 週刊故事樂園（日语：週刊ストーリーランド）（女中生）

2002年
- 尋找滿月（由香里）
- 炸彈小新娘（遙香、女國中生）

2005年
- 彈珠汽水（友坂鈴夏）

2006年
- 斬魔大聖DEMONBANE（日语：斬魔大聖デモンベイン）（艾爾莎）

### OVA
1996年
- 魔法使Tai！（漫研社社員）

1998年
- 世紀末領袖傳（日语：世紀末リーダー外伝たけし!）（女學生1）
- 同級生2（加藤實）

### 網路動畫
2007年
- 最終試驗鯨魚（日语：最終試験くじら）（夢前春香）

### 遊戲
年份不詳
- （西田美香）

2000年
- （遠藤加奈子、遠藤兼太郎）
- GREENHORN（日语：GREEN 〜秋空のスクリーン〜）（櫻井茜）

2002年
2003年
- 葛瑞哥來驚悚秀 SOUL COLLECTOR（日语：GREGORY HORROR SHOW）（仙人掌女孩）

2004年
- 機神咆吼DEMONBANE（日语：斬魔大聖デモンベイン）（艾爾莎）
- PIZZICATO POLKA ～綠鎖現夜～（日语：PIZZICATO POLKA）（妮可）

2005年
- 120元之春 ¥120 Stories（Canna）
- 彈珠汽水 ～照映在玻璃瓶的海～（友坂鈴夏）

2006年
- 機神飛翔DEMONBANE（日语：斬魔大聖デモンベイン）（艾爾莎）

2007年
- 最終試驗鯨魚 Alive（日语：最終試験くじら）（夢前春香）

2008年
- 吸血奇譚（祝子晴）

2013年
- 超級機器人大戰UX（艾爾莎）

### 廣播節目
2008年
- CAFE A GO GO RADIO STATION（Media橫町：12月－）

### CD
- 彈珠汽水 Characters Collection vol.3 充滿夢響的箒星（友坂鈴夏）

## 外部連結
- Yellow-Tail公式官網的聲優簡介（页面存档备份，存于） （日語）
- Sugar Time （日語）－佐藤美佳子的官方個人網站。